# 12500 Деснґаї
12500 Деснґаї (12500 Desngai) — астероїд головного поясу, відкритий 20 березня 1998 року.
Тіссеранів параметр щодо Юпітера — 3,635.